# Festuca villosavivipara
Festuca villosavivipara là một loài thực vật có hoa trong họ Hòa thảo. Loài này được (Rosenv.) E.B. Alexeev mô tả khoa học đầu tiên năm 1985.